# نشاسته اصلاح‌شده

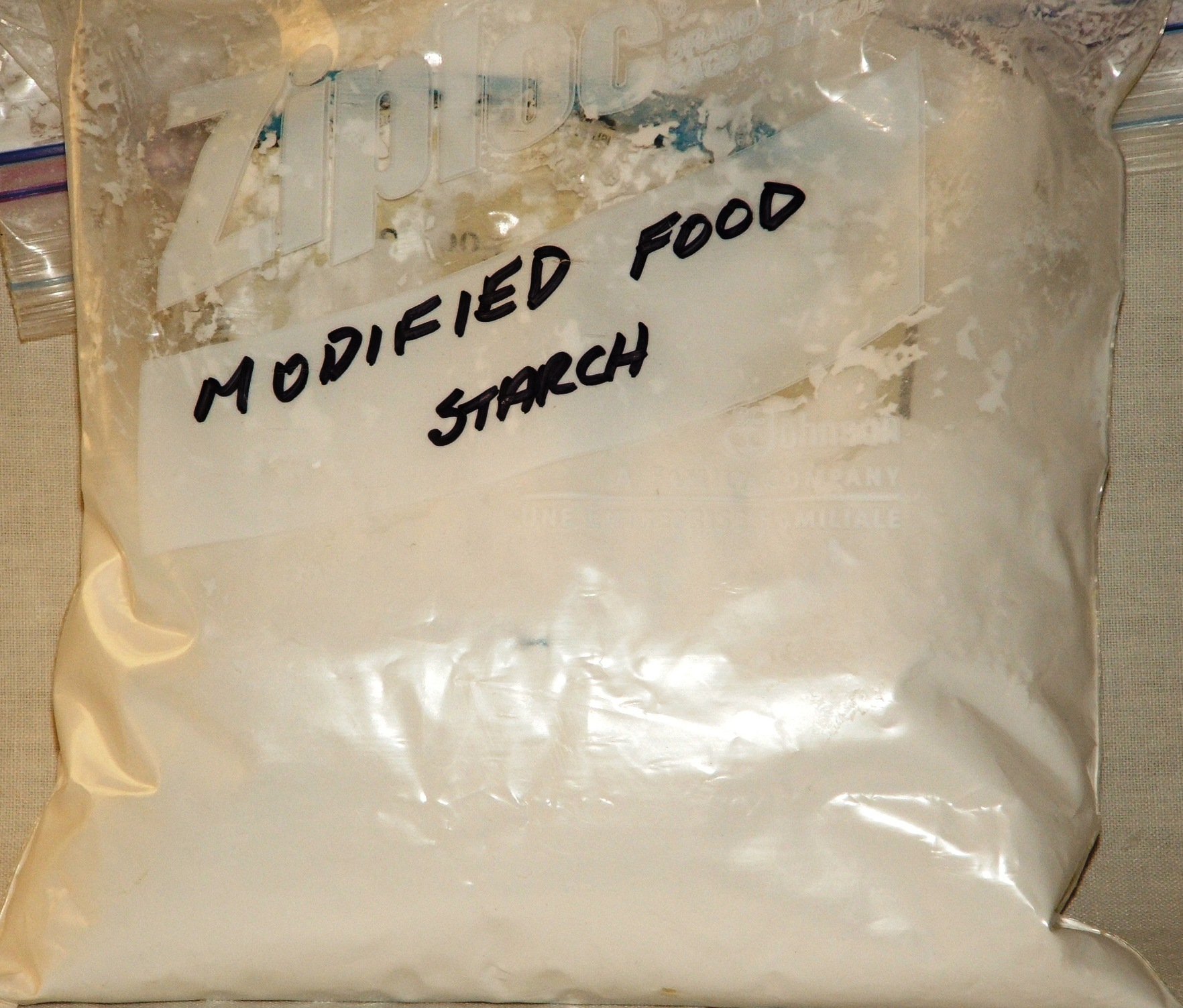
بسته ای از نشاسته غذایی اصلاح‌شده، افزودنی غذایی که با فرآوری نشاسته یا گرانول نشاسته تولید می‌شود. نشاسته اصلاح‌شده به عنوان ماده غلظت‌دهنده به‌کار گرفته می‌شود.

نشاسته اصلاح‌شده، که مشتقات نشاسته نیز نامیده می‌شود، با به‌کارگیری روش فیزیکی، آنزیمی یا شیمیایی از نشاسته تهیه می‌شود به‌گونه‌ای که ویژگی آن تغییر کند. نشاسته اصلاح‌شده تقریباً در همه کاربردهای نشاسته، مانند محصولات غذایی به‌عنوان یک ماده غلظت‌دهنده، پایدارکننده یا امولسیون‌کننده به‌کارگرفته می‌شود. در داروسازی به‌عنوان یک ماده تجزیه‌کننده یا به عنوان چسب در ساخت کاغذ گلاسه کاربرد دارد. مشتقات نشاسته همچنین در بسیاری از کاربردهای دیگر نیز استفاده می‌شود.